# Vice versa
Vice versa är latin och betyder "med ombytta positioner" eller "tvärtom". Termen används oftast i stället för att skriva ut en sats som står i motsats till en tidigare, exempelvis så kan man istället för att säga "en för alla och alla för en" då säga "en för alla och vice versa".
Under 1600-talet användes även den latinska formen vicem versum i svenska språket.